# Acraea rupicola
Acraea rupicola är en fjärilsart som beskrevs av Schultze 1912. Acraea rupicola ingår i släktet Acraea och familjen praktfjärilar. Inga underarter finns listade i Catalogue of Life.